# Діана Атілл
Діана Атілл, ОБІ (нар. 21 грудня 1917 — пом. 21 січня 2019) — британський літературний редактор, прозаїк і мемуарист, яка працювала з найвидатнішими письменниками XX століття в лондонській видавничій компанії Andre Deutsch Ltd.

## Раннє життя
Діана Атілл народилася в Кенсінгтоні, Лондон, під час бомбардування цепелінами у роки Першої світової війни. Вона виховувалась в англійському графстві Норфолк, у заміському будинку Дітчінгем Голл.
Її батьками були майор Лоуренс Атілл (1888—1957) й Еліс Карр Атілл (1895—1990). У неї був брат Ендрю та сестра Пейшенс. Її дідом по материнській лінії був біограф Вільям Карр (1862—1925). Батьком її бабусі по материнській лінії був Джеймс Франк Брайт (1832—1920), магістр Оксфордського університетського коледжу.
Атілл закінчила коледж Леді Маргарет в Оксфорді у 1939 році та працювала на ВВС протягом Другої світової війни.

## Кар'єра
Після війни Атілл допомогла своєму другові Андре Дойчу заснувати видавництво Аллана Вінгейта, а через п'ять років, у 1952 році, була директором-засновником видавничої компанії, яка отримала його ім'я. Вона тісно співпрацювала з багатьма авторами Deutsch, зокрема з Філіпом Ротом, Норманом Мейлером, Джоном Апдайком, Мордекаєм Річлером, Симоною де Бовуар, Джин Ріс, Гіттою Серені, Браяном Муром, В. С. Найполом, Моллі Кін, Стіві Смітом, Джеком Керуаком, Чарльзом Гідлі Вілером, Маргарет Етвуд і Девідом Гурром.
Атілл залишила роботу у Deutsch у 1993 році у віці 75 років після понад 50 років видавничої справи. Вона продовжувала впливати на літературний світ своїми відвертими спогадами про редакторську кар'єру.
Її першою власною книгою стала збірка оповідань «Неминуча затримка» (1962), також вона опублікувала ще два художні твори: роман «Не дивись на мене так» (1967), у 2011 році ще один том оповідань «Літня ніч у робітному домі». Однак вона найвідоміша своїми книгами спогадів, перша з яких була «Замість листа» 1963 року. Ці спогади написані не в хронологічному порядку, у «Вчорашньому ранку» (2002) розповідається про її дитинство. Також вона перекладала різні твори з французької.
У 2004 році Атілл з'явилася у радіопередачі «Desert Island Discs», обравши «The Creation» Гайдна найціннішою з восьми платівок, а серед книг — «Ярмарок суєти» Текерея.
У 2008 році вона отримала премію Коста за свої мемуари про старість «Десь ближче до кінця». У 2009 році ця книга принесла їй другу нагороду від Національного кола книжкових критиків.
За заслуги в літературі Атілл стала офіцером ордена Британської імперії (ОБІ) під час новорічних відзнак 2009 року.
У червні 2010 року BBC зняв про неї документальний фільм «Ганебно старіти» з серії «Уяви». У 2013 році її включили до списку «Ґардіан» 50 найкраще одягнених серед тих, кому за 50.
У 2011 році видавництво Granta Books опублікувало збірку листів Атілл до американського поета Едварда Філда «Замість книги: Листи другові», що охоплює їхнє інтимне листування протягом понад 30 років (він зберігав усі листи від неї, вона — жодного його). Granta Books опублікувала ще дві її книги: «Живий, живий, ой!: Та інші важливі речі» у 2015 році та «Щоденник з Флоренції» у 2016 році.

## Особисте життя
За словами журналіста Міка Брауна, "вона пояснює свою втечу від умовностей своїм першим коханням, Тоні Ірвіном, пілотом Королівських ВПС, у якого вона закохалася у віці 15 років і який був благословенний, за її словами, «дуже відкритим підходом до життя». Невдача її стосунків з Ірвіном (названого Полом у «Замість листа»), її «велике кохання», «затьмарило» багато років: «Мої справи після цього стали дріб'язковими, якщо тільки міг. Я боялася інтенсивності, тому що знала, що мені буде боляче». Ірвін пішов на війну в Єгипет і зрештою перестав відповідати на листи Атілл, а через два роки розірвав їхні заручини. У віці 43 років у Атілл стався викидень.
Вона називала себе «лохом для пригноблених іноземців», схильність, яку вона охарактеризувала як «кумедний перегин» у своєму материнському інстинкті: «Я ніколи особливо не хотіла дітей, але це вийшло тому, що я любила невдах». Один її коханець, єгипетський письменник Вагуї Галі, який страждав на депресію, покінчив життя самогубством у власній квартирі. Її найвизначнішим романом, про який вона згодом написала книгу, були «швидкоплинні та виразно дивні» стосунки з Хакімом Джамалом, американським чорношкірим радикалом, який стверджував, що він Бог і двоюрідний брат Малкольма Ікса. Коханку Джамала, Гейл Бенсон, убили лідери Чорної сили Тринідаду, яку очолював Майкл Ікс. Через рік Джамала вбили. Розповідь Атілл про ці події опублікували у 1993 році під назвою «Удавай: Правдива історія».
Найдовші її стосунки були з ямайським драматургом Баррі Рекордом. Роман тривав вісім років, але він ділив з нею квартиру протягом сорока. Вона описала це як «відокремлений» шлюб.
Наприкінці 2009 року вона переїхала у квартиру в резиденції для «активних людей похилого віку» на півночі Лондона, сказавши про це рішення: «Майже відразу після прибуття додому я зрозуміла, що мені підходить. І, безперечно, це так. Життя без турбот у затишному маленькому гніздечку…» Навіть у старості вона знову підкреслювала, що не шкодує про те, що не має власних дітей, кажучи: «Я дуже люблю деяких молодих людей мого знайомого та щаслива, що вони є в моєму житті, але чи шкодую я, що вони не мої нащадки? Ні…»
Атілл померла у госпісі в Лондоні 23 січня 2019 року у віці 101 року після нетривалої хвороби.
Її племінник і спадкоємець, історик мистецтва Філіп Атілл — директор дилерського центру та галереї Abbott and Holder.

## Часткова бібліографія

### Художня література
- 1962: Неминуча затримка, оповідання
- 1967: Не дивись на мене так: Роман. Лондон: Chatto & Windus. Нове видання, Granta Books, 2001. ISBN 978-1862074415
- 2011: Літня ніч у робітному домі, оповідання. Лондон: Persephone Books. ISBN 978-1903155820

### Автобіографія
- 1963: Замість листа. Лондон: Chatto & Windus. Нове видання, Granta Books, 2001. ISBN 978-1862074545
- 1986: Після похорону — лауреат премії Дж. Р. Акерлі за автобіографію. Лондон: Jonathan Cape. ISBN 978-1847086334
- 1993: Змусити повірити. Лондон: Сінклер-Стівенсон. Перевидано, Granta Books, 2012. ISBN 978-1847086327
- 2000: Стет: Мемуари, Лондон: Granta Books. ISBN 1-86207-388-0
- 2002: Учорашній ранок: Дуже англійське дитинство. Лондон: Granta Books. ISBN 978-1847084262
- 2008: Десь ближче до кінця — лауреат премії Коста за біографію. Лондон: Granta Books.ISBN 978-1-84708-069-1
- 2009: Life Class: Вибрані спогади Діани Атілл. Лондон: Granta Books. ISBN 1-84708-146-0
- 2011: Замість книги: Листи другові. London Granta Books. ISBN 978-1-84708-414-9
- 2015: Живий, живий, ой!: Та інші важливі речі. London Granta Books. ISBN 978-1783782543
- 2016: Щоденник з Флоренції. London Granta Books. ISBN 978-1-78378-316-8